# Suicide (zespół muzyczny)
Suicide – amerykańska grupa punkrockowa, aktywna z przerwami od początku lat 70. XX wieku.
Muzyka Suicide opierała się na hipnotycznych riffach Reva (zwykle granych na Farfisie) i prostych ścieżkach perkusyjnych, odtwarzanych przez automat. Charakterystyczny był również wokal Alana Vegi, wzorowany na piosenkarzach rockabilly i stylu Elvisa Presleya.
Suicide należeli do wczesnej nowojorskiej sceny punkowej, skupionej wokół klubu CBGB. Byli znani z kontrowersyjnych, pełnych energii koncertów, które niekiedy prowadziły do zamieszek. Stanowili prawdopodobnie pierwszy w historii duet klawiszowiec-wokalista, będący potem popularnym formatem zespołu w muzyce popularnej lat 80. Są uznawani za część sceny no wave lub przynajmniej jej ważną inspirację. Pierwszy album grupy, Suicide, jest powszechnie uważany za klasyczny.
Twórczość Suicide z późnych lat 70 i wczesnych 80 uznaje się za jedne z najważniejszych punkowych nagrań. Zespół miał ogromny wpływ na późniejsze gatunki muzyczne, takie jak nowa fala, post punk, rock alternatywny, indie rock, industrial i dance. Był wymieniany jako inspiracja m.in. przez Henry'ego Rollinsa, The Sisters of Mercy, Soft Cell, The Fleshtones i R.E.M., a Bruce Springsteen zagrał cover duetu na koncercie. 
W roku 2005 piosenka „Ghost Rider” została użyta w brazylijskiej reklamie dezodorantu.
Alan Vega zmarł 16 lipca 2016.

## Skład zespołu
- Alan Vega – wokal
- Martin Rev – syntezator, automat perkusyjny

## Dyskografia
- Suicide (1977)
- Suicide (1979)
- Alan Vega – Martin Rev (1980)
- Half Alive (1981)
- Ghost Riders (1986)
- A Way of Life (1988)
- Why Be Blue (1992)
- Zero Hour (1997)
- American Supreme (2002)